# Yellow Ledbetter
«Yellow Ledbetter» es una canción del grupo de rock Pearl Jam. A pesar de que la canción nunca fue lanzada como parte de alguno de sus álbumes de estudio, es hasta la fecha una de sus canciones más populares y una de las que mayormente tocan en concierto, por lo general para cerrar los conciertos.
"Yellow Ledbetter" fue una de las primeras canciones que escribiría Pearl Jam como grupo. Sin embargo, no fue incluida en "Ten", álbum debut del grupo debido a que Eddie Vedder no terminó la letra a tiempo. Fue seleccionada por el grupo para aparecer como segundo Lado B del sencillo Jeremy. Fue la única canción elegida por Pearl Jam que aparecería tanto en su compilación de lados B y rarezas, "Lost Dogs", como en su colección de grandes éxitos "Rearviewmirror: Greatest Hits 1991-2003". Además una versión en vivo aparecería en el sencillo Daughter.
La canción fue escrita por Eddie Vedder, Jeff Ament y Mike McCready. La guitarra de McCready en Yellow Ledbetter recuerda mucho a las canciones "Little Wing" y "May This Be Love" de Jimi Hendrix, a pesar de que está estructurada por una tonalidad diferente. Sin embargo, la banda reconoció la influencia de "Little Wing" en los primeros acordes de "Yellow Ledbetter".

## Significado de la letra
El nombre de la canción surgió del nombre de un viejo amigo de Chicago de Eddie Vedder, llamado Tim Ledbetter. Sin embargo la letra resulta muchas veces impredecible tanto en vivo como en versiones de estudio, ya que Vedder acostumbra improvisar y cambiar la letra en el momento de interpretarla. Existen versiones oficiales de la letra, así como un número enorme de letras no oficiales que son recogidas en varios sitios de internet.
Mucha gente se ha cuestionado si "Yellow Ledbetter" tiene algún significado o si existe algún tema central. Una de las ideas más comunes es que habla acerca de alguien recibiendo una carta donde encuentra que un hermano suyo ha muerto del otro lado del mar en la guerra, citando la letra que Vedder canta en la versión de la canción interpretada en el DVD Live at the Garden ("I don't know whether my brother will be coming home in a box or a bag").

## Posicionamiento en listas
| Listas (1994)             | Posición |
| ------------------------- | -------- |
| US Mainstream Rock Tracks | 21       |
| US Modern Rock Tracks     | 26       |

## En la cultura popular
- Un extracto de la canción fue usado en un episodio de la serie de TV Doogie Howser en 1991o 1992 y también en el episodio final de la serie de televisión Friends, lo cual marcó la primera vez que Pearl Jam autorizó el uso de una de sus canciones para un programa de televisión.[7]

- La canción aparece en la escena final y en los créditos de la comedia dramática 50/50 (2011).

## Legado
El solo de guitarra de la canción ocupa el puesto número 95 en el ranking de "Los 100 Mejores Solos de Guitarra de la Historia", elaborado por la revista Rolling Stone , es considerada por John Mayer como una de las canciones que más influenció a una generación de guitarristas y fue la principal fuente de inspiración para su canción Slow Dancing in a Burning Room .